# Santiago de la Puebla (kommunhuvudort)
Santiago de la Puebla är en kommunhuvudort i Spanien.   Den ligger i provinsen Provincia de Salamanca och regionen Kastilien och Leon, i den centrala delen av landet, 140 km väster om huvudstaden Madrid. Santiago de la Puebla ligger 872 meter över havet och antalet invånare är 472.
Terrängen runt Santiago de la Puebla är platt. Runt Santiago de la Puebla är det mycket glesbefolkat, med 4 invånare per kvadratkilometer. Närmaste större samhälle är Peñaranda de Bracamonte, 13,0 km nordost om Santiago de la Puebla. Trakten runt Santiago de la Puebla består till största delen av jordbruksmark.